# Olympische Sommerspiele 2008/Teilnehmer (Samoa)
| Gelbes Symbol für Goldmedaillen mit stilisierten Olympischen Ringen | Graues Symbol für Silbermedaillen mit stilisierten Olympischen Ringen | Braundes Symbol für Bronzemedaillen mit stilisierten Olympischen Ringen |
| ------------------------------------------------------------------- | --------------------------------------------------------------------- | ----------------------------------------------------------------------- |
| —                                                                   | 1                                                                     | —                                                                       |

Mit der Teilnahme im Jahr 2008 an den Olympischen Sommerspielen in Peking ist Samoa seit 1984 ununterbrochen bei den Olympischen Spielen vertreten und trat insgesamt zum 7. Mal an. Samoa schickte sechs Athleten in sechs Sportarten. Fahnenträgerin bei der Eröffnungsfeier war die Gewichtheberin Ele Opeloge.
Im August 2016 wurde bei einer groß angelegten Nachüberprüfung der Sportler von 2008 festgestellt, dass sich die bisherigen Silber- und Bronzesiegerinnen, die Ukrainerin Olha Korobka und die Kasachin Marija Grabowezkaja ihre Erfolge mittels Doping erschlichen hatten. Daraufhin wurden beide disqualifiziert und ihre Medaillen neu verteilt. Ele Opeloge erhielt Silber und wurde damit zur ersten Olympiasiegerin ihres Heimatlandes.

## Teilnehmer nach Sportart

### Bogenschießen
Joseph Muaausa konnte sich aufgrund seines zweiten Platzes bei den Ozeanienmeisterschaften für Peking qualifizieren.
- Joseph Muaausa
Männer, Einzel

### Boxen
- Satupaitea Farani Tavui
Halbschwergewicht (bis 81 kg)

### Gewichtheben
- Ele Opeloge  (Silber )
Frauen, Klasse über 75 kg

### Kanu

#### Kanurennen
- Rudolf Berking-Williams
Männer, Einer-Kajak 500 m, Einer-Kajak 1000 m

### Leichtathletik
- Aunese Curreen
Männer, 800 Meter

### Schwimmen
Die erst 17-jährige Emma Hunter nimmt als erste Samoanische Schwimmerin an Olympischen Spielen teil.
- Emma Hunter